# Мойобамба
Мойобамба (ісп. Moyobamba, від ісп. Santiago de los Ocho Valles de Moyobamba; також Майобамба, від назви річки Майо) — місто в Перу, адміністративний центр однойменної провінції і регіону Сан-Мартін загалом.

## Географія
Лежить у північному Перу на річці Майо (басейн Мараньйону).

### Клімат
Місто знаходиться у зоні, котра характеризується вологим тропічним кліматом. Найтепліший місяць — листопад із середньою температурою 23.9 °C (75 °F). Найхолодніший місяць — липень, із середньою температурою 22.5 °С (72.5 °F).
| Клімат Мойобамби        | Клімат Мойобамби | Клімат Мойобамби | Клімат Мойобамби | Клімат Мойобамби | Клімат Мойобамби | Клімат Мойобамби | Клімат Мойобамби | Клімат Мойобамби | Клімат Мойобамби | Клімат Мойобамби | Клімат Мойобамби | Клімат Мойобамби | Клімат Мойобамби |
| Показник                | Січ.             | Лют.             | Бер.             | Квіт.            | Трав.            | Черв.            | Лип.             | Серп.            | Вер.             | Жовт.            | Лист.            | Груд.            | Рік              |
| Середня температура, °C | 23,5             | 23,5             | 23,5             | 23,5             | 23,2             | 22,8             | 22,5             | 22,8             | 23,2             | 23,6             | 23,9             | 23,8             | 23,3             |
| Норма опадів, мм        | 147.3            | 138              | 190.3            | 152.4            | 106.6            | 85.8             | 74.2             | 78.8             | 117.4            | 154.5            | 148.7            | 126.2            | 1520.2           |
| Днів з опадами          | 14               | 14,7             | 15,5             | 13,8             | 12,2             | 10,5             | 10,5             | 8,6              | 11,2             | 13,3             | 13               | 13,5             | 150,8            |
| Вологість повітря, %    | 75.2             | 76.8             | 79.3             | 79.7             | 79.2             | 78.9             | 77.9             | 75.3             | 76               | 77.1             | 75.8             | 75.1             | 77.2             |
| ----------------------- | ---------------- | ---------------- | ---------------- | ---------------- | ---------------- | ---------------- | ---------------- | ---------------- | ---------------- | ---------------- | ---------------- | ---------------- | ---------------- |
| Джерело: Weatherbase    |                  |                  |                  |                  |                  |                  |                  |                  |                  |                  |                  |                  |                  |